# Oluf Skjelbred
Oluf Andreas Tollefsen Skjelbred (* 31. März 1854 auf Eigerøya bei Egersund (Norwegen); † 24. Juni 1939 in Kristiansand) war ein norwegischer Reeder.

## Leben
Skjelbred verlor beide Eltern im Alter von nur 13 Jahren. Nach dem Tod der Eltern heuerte er auf einem kleinen Schiff als Smutje an. Später war er Matrose auf verschiedenen Schonern. Im Jahre 1875 bestand er die Offiziersprüfung an der Steuermannsschule Jensen und Tellefsens in Kristiansand.
1876 beteiligte er sich am Kauf der 1846 in Falmouth (Massachusetts) gebauten Bark Neutral (263 BRT), deren Kapitän er wurde und die er 1878 als alleiniger Reeder in Eigenbesitz übernahm. In der Folgezeit segelte er als Kapitän auf drei weiteren Segelschiffen, bis er 1894 die Seefahrt aufgab.
Er ließ sich in Kristiansand nieder und wurde Reeder sowie Teilhaber an der Thorstensen-Werft in Lund, wo er 1895 den Schoner Solstreif (273 BRT) bauen ließ, und Partner an der Høllen Skibsverft in Høllen, wo er als Manager für den Bau des Dampfschiffs Eros (1900, 454 BRT) und des Motorschoner Arctic (1909, 294 BRT) fungierte. In den Jahren bis 1914 baute er seinen Schiffsbestand stetig aus, indem er ältere Schiffe abstieß und neuere und größere erwarb. 1914 besaß er einen Segler und vier Dampfschiffe mit zusammen 8245 BRT. Im August 1915 kam ein 2670 BRT Frachter hinzu, aber bei Kriegsende hatte er durch Verkauf (zwei Schiffe) oder Feindeinwirkung (drei Schiffe) bis auf den alten Dampfer Gloria (1880, 735 BRT) seine gesamte Flotte verloren.
1919 wandelte er seine Reederei für den Neuanfang in eine Aktiengesellschaft um, die Skjelbreds Rederi AS. 1939 besaß diese die modernste Handelsflotte Norwegens mit insgesamt 25 Frachtern und Tankern, die in der Trampschifffahrt unterwegs waren.
Im Jahre 1930 trat sein Schwiegersohn Kristian Knudsen (1877–1961) als Ko-Direktor in die Skjelbreds Rederi ein; er übernahm die Reederei nach Oluf Skjelbreds Tod im Jahre 1939.

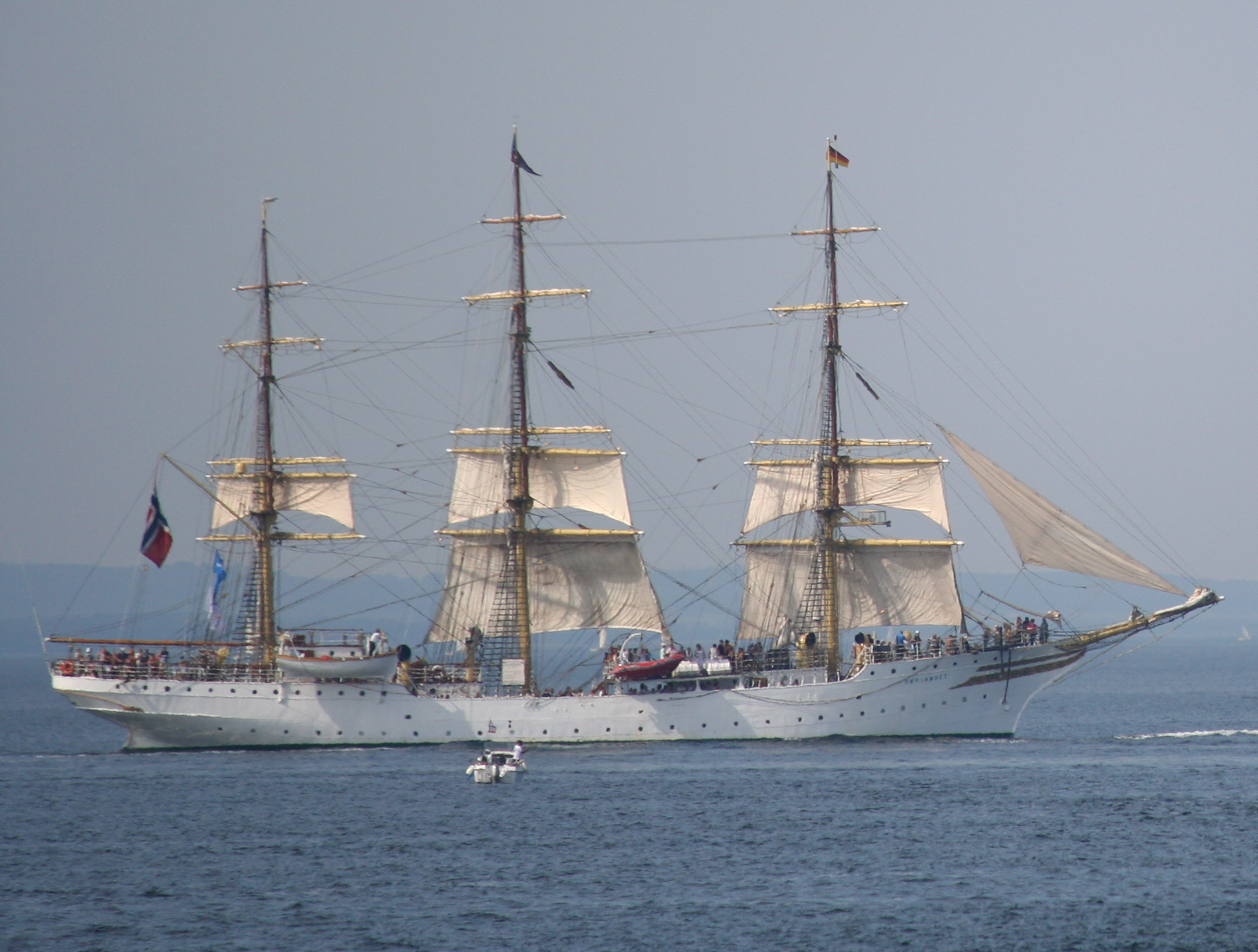
Das ehemalige Segelschulschiff Sørlandet, 2009

Bereits 1917 hatte Skjelbred die Initiative zur Gründung eines Segelschulschiffvereins, der Sørlandets Seilende Skoleskibs Institution, ergriffen, aber erst 1927 konnte das aus Spendenmitteln finanzierte und auf der Werft Høivolds Mek. Verksted in Kristiansand gebaute und noch heute fahrende Segelschulschiff Sørlandet in Dienst gestellt werden.